# 楚王負芻
楚王負芻（？—？），芈姓，熊氏，名負芻，楚考烈王之子，楚哀王之庶兄，一说楚顷襄王之子，楚考烈王之弟。
楚哀王繼位二月餘，負芻門客殺哀王、太后李嫣和李园，立负刍为王。
秦王政二十三年（前224年）王翦領兵伐楚，秦兵堅壁不出，待楚軍調動之際，大破楚軍，追至蕲南（今湖北蕲春西北）；秦王政二十四年（前223年），秦再度出兵攻楚，虜負芻，平定楚國。負芻被废為庶人。

## 影視作品
- 《大秦賦》由洪煥智飾演。

## 註腳
1. ↑  《列女传·孽嬖》：后有考烈王遗腹子犹立，是为哀王。考烈王弟公子负刍之徒闻知幽王非考烈王子，疑哀王，乃袭杀哀王及太后，尽灭李园之家，而立负刍为王。
2. ↑  《史记·卷四十·楚世家第十》：哀王立二月馀，哀王庶兄负刍之徒袭杀哀王而立负刍为王。

| 前任： 弟楚哀王 | 楚國君主 前228年—前223年 | 繼任： 弟或侄昌平君 |